# Rząd Centralny Wojskowy Tymczasowy Obojga Galicji
Rząd Centralny Wojskowy Tymczasowy Obojga Galicji (Rząd Centralny Wojskowy Tymczasowy Obydwóch Galicjów pod protekcją Najjaśniejszego Cesarza i Króla Wielkiego Napoleona) – polski rząd tymczasowy, ustanowiony przez Wodza Naczelnego Wojsk Polskich księcia Józefa Poniatowskiego na austriackich ziemiach Galicji Wschodniej i Zachodniej, wyzwolonych w czasie wojny polsko-austriackiej w 1809. Istniał od 2 czerwca do 31 grudnia 1809. Jego siedzibą były kolejno: Lwów (2–19 czerwca), Zamość (1–21 lipca) i ostatecznie Lublin.

## Skład rządu

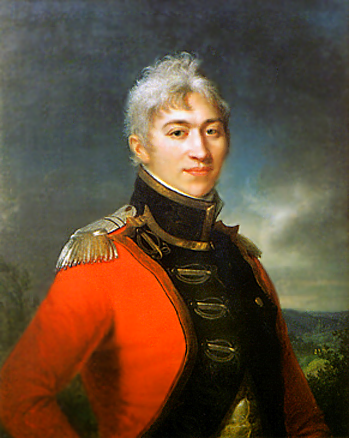
Stanisław Kostka Zamoyski

Prezesem rządu został Stanisław Kostka Zamoyski, sekretarzem generalnym  Maksymilian Lewicki, a jego członkami byli: Marcin Badeni, Jan Bąkowski, Tomasz Dąmbski, Józef Dzierzkowski, Jacek Fredro, Franciszek Grabowski, Józef Szczepan Koźmian, Józef Kalasanty Lewicki, Tadeusz Matuszewicz, Ignacy Miączyński, Piotr Orzechowski, Izydor Pietruski, Jan Uruski, Jan Feliks Tarnowski,  i Józef Wielhorski. Komendantem Wojskowym Obojga Galicji mianowany został gen. Kajetan Hebdowski.

## Struktura
Rząd dzielił się na 5 wydziałów:
- Wydział Sprawiedliwości
- Wydział Spraw (Potrzeb) Wewnętrznych
- Wydział Skarbu
- Wydział Potrzeb Wojennych
- Wydział Policji

Poszczególne wydziały nadzorowały pracę nowo utworzontch organów administracji centralnej: Administrację Dóbr Narodowych i Lasów, Komisję Nadzorczą nad Edukacją, Oświeceniem Publicznym i Sprawami Religijnymi, Komisję Dozorczą Poczt i Izbę Obrachunkową.
Zachowano w stanie niezmienionym struktury austriackiej administracji lokalnej i terenowej, obsadzając jedynie urzędy Polakami.

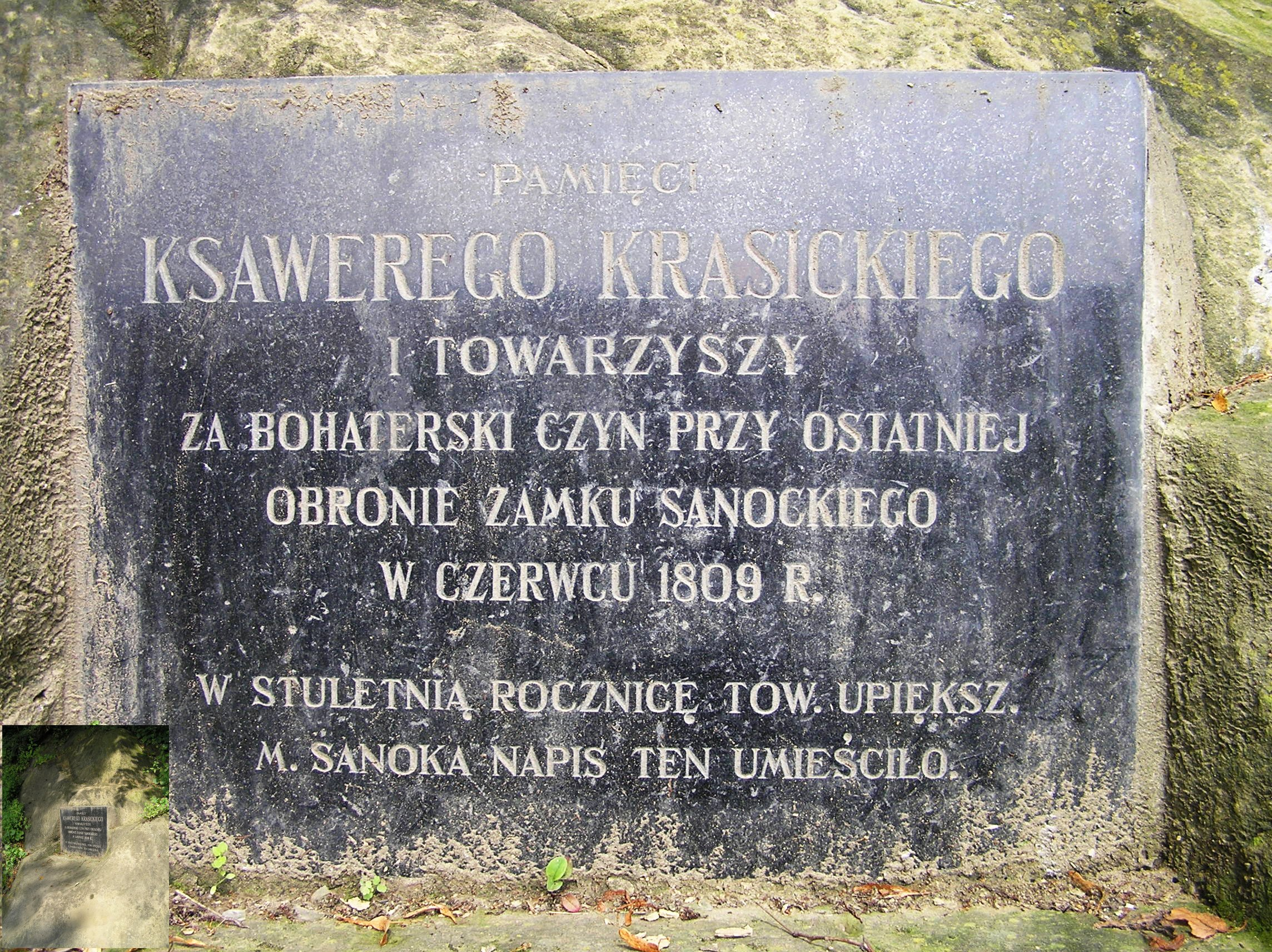
Tablica upamiętniająca ostatnią obronę zamku sanockiego przed wojskami austriackimi w czerwcu 1809

## Rozwiązanie
Zgodnie z postanowieniami podpisanego 14 października 1809 pokoju w Schönbrunnie, Nowa Galicja i cyrkuł zamojski zostały włączone do Księstwa Warszawskiego. 7 grudnia 1809 król Saksonii i książę warszawski Fryderyk August I wydał dekret o rozwiązaniu Rządu Centralnego Wojskowego Tymczasowego Obojga Galicji. 20 grudnia Rada Stanu Księstwa Warszawskiego wydała odezwę do obywatelów i mieszkańców kraju nowo przyłączonego do tegoż Księstwa, w której wyraziła uznanie dla mieszkańców Galicji za ich determinację i zaangażowanie w walce. 28 grudnia książę Józef Poniatowski opublikował dekret królewski, tym samym rząd przestał istnieć z dniem 31 grudnia, a wszystkie jego wydziały przeszły pod kontrolę odpowiednich ministerstw Księstwa Warszawskiego.